# Nildeson da Silva Melo
Nildeson da Silva Melo (Rio de Janeiro, 29 de outubro de 1968), também conhecido por Nenei, é um ex-futebolista brasileiro naturalizado salvadorenho, que jogava como atacante.
É irmão dos jogadores Nilberto, Edmilson, Gilberto e Nélio.

## Carreira
Iniciou sua carreira futebolística no Grêmio em 1986, mas foi no futebol de El Salvador que Nenei obteve maior destaque, principalmente com a camisa do Luis Ángel Firpo, que defendeu em quatro oportunidades (1989–90, 1991–92, 1998–99 e 2004). Teve ainda destacada passagem no futebol mexicano, onde representou Toluca, Correcaminos e Toros Neza. Quando ainda jogava por este último clube, foi preso e chegou a ser processado por sua ex-namorada, que o acusou de não pagar pensão alimentícia.
Ainda jogou por Atlético Marte, Herediano (Costa Rica), Chalatenango, Águila e Atlético Balboa, onde encerrou a carreira em 2005, aos 36 anos. Ele havia passado por uma operação no joelho e justificou a aposentadoria dizendo que não conseguiria recuperar sua melhor forma.

## Seleção Salvadorenha
Após obter a cidadania salvadorenha, Nenei foi liberado para defender a seleção nacional em 1997, fazendo sua estreia contra a Costa Rica, em partida válida pelas Eliminatórias da Copa de 1998. Pelos Cuscatlecos, marcou três gols — contra Jamaica, Estados Unidos e Canadá.
A última partida de Nenei por El Salvador foi em novembro de 2004, novamente contra a Jamaica. O atacante jogou dez partidas pelo selecionado.